# Shareese Woods
Shareese Woods (* 20. Februar 1985 in Fort Bragg, North Carolina) ist eine ehemalige US-amerikanische Leichtathletin, die sich auf den Sprint spezialisiert hat. Ihren größten sportlichen Erfolg feierte sie mit dem Gewinn der Bronzemedaille über 400 Meter sowie mit der US-amerikanischen 4-mal-400-Meter-Staffel bei den Hallenweltmeisterschaften 2008 in Valencia.

## Sportliche Laufbahn
Shareese Woods wuchs in Nort Carolina und Virgina auf und absolvierte ein Studium an der University of North Carolina at Charlotte. Erste internationale Erfahrungen sammelte sie im Jahr 2007, als sie bei den NACAC-Meisterschaften in San Salvador in 22,97 s die Silbermedaille im 200-Meter-Lauf hinter Virgil Hodge aus St. Kitts und Nevis gewann und sicherte sich mit der US-amerikanischen 4-mal-400-Meter-Staffel in 3:29,15 min gemeinsam mit Latosha Wallace, Latonia Wilson und Debbie Dunn die Goldmedaille. Anschließend belegte sie bei den Panamerikanischen Spielen in Rio de Janeiro in 23,23 s den siebten Platz über 200 Meter und gewann mit der 4-mal-100-Meter-Staffel in 43,62 s gemeinsam mit Mechelle Lewis, Alexis Weatherspoon und Mikele Barber die Silbermedaille hinter dem jamaikanischen Team. Im Jahr darauf gewann sie bei den Hallenweltmeisterschaften in Valencia in 51,41 s die Bronzemedaille im 400-Meter-Lauf hinter den Russinnen Olesja Nikolajewna Sykina und Natalja Nasarowa. Zudem gewann sie mit der 4-mal-400-Meter-Staffel in 3:29,30 min gemeinsam mit Angel Perkins, Miriam Barnes und Moushaumi Robinson die Bronzemedaille hinter den Teams aus Russland und Belarus. Sie setzte ihre aktive Laufbahn ohne weiteren Meisterschaftsteilnahmen bis 2013 fort und bestritt 2015 noch einmal vereinzelt Wettkämpfe, ehe sie ihre Karriere endgültig beendete.
2008 wurde Woods US-amerikanische Hallenmeisterin im 400-Meter-Lauf.

## Persönliche Bestzeiten
- 200 Meter: 22,71 s (+2,0 m/s), 22. August 2010 in Haldensleben
  - 200 Meter (Halle): 22,97 s, 9. März 2007 in Fayetteville
- 400 Meter: 51,05 s, 27. Juni 2009 in Eugene
  - 400 Meter (Halle): 51,41 s, 9. März 2008 in Valencia